# 우장산동
우장산동(雨裝山洞)은 서울특별시 강서구에 있는 동이다.

## 마을 이름의 유래
우장산은 화곡동의 진산(鎭山)이며 강서구의 중심이 되는 산이다. 우장산은 2개의 봉우리로 되어 있는데, 북쪽 봉우리를 검두산(검덕산, 검지산, 검둥산)이라고 하며, 서남쪽 산을 원당산이라고 하나, 오늘날에는 2개의 산을 합쳐 우장산(雨裝山)이라 부른다.
우장산이란 이름의 유래는 옛날 가뭄이 자주 들어 농사가 되지 않을 때 양천현감이 검두산과 원당산 두곳에 기우제단을 차려놓고 천신에게 기우제를 지낸데서 유래한다. 기우제는 세 번에 걸쳐 지내는데, 세 번째 기우제 날에는 비가 잦아지게 되므로 비옷을 준비한다 하여 우장산(雨裝山)이라 하였다.

## 교통
- ● 수도권 전철 5호선
  - 우장산역

## 문화
마마무가 부른 '고향이' 노래에 우장산 에 대한 가사가 나온다.